# Marlierea dimorpha
Marlierea dimorpha är en myrtenväxtart som beskrevs av Otto Karl Berg. Marlierea dimorpha ingår i släktet Marlierea och familjen myrtenväxter. Inga underarter finns listade i Catalogue of Life.